# Ɣ̇
Ɣ̇ (minuscule : ɣ̇), appelé gamma point en chef ou gamma point suscrit, est une lettre latine qui a été utilisée dans la translittération du sanskrit.
Il s’agit de la lettre gamma diacritée d’un point suscrit.

## Utilisation
Dans une traduction de la Bhagavad-Gîtâ publiée en 1861, Émile-Louis Burnouf a utilisé le gamma point suscrit pour translittérer le nga du sanskrit, transcrite ङ avec la devanagari.

## Représentations informatiques
Le gamma point en chef peut être représenté avec les caractères Unicode suivants : 
- décomposé (alphabet phonétique international), diacritiques) :

| formes    | représentations | chaînes de caractères | points de code | descriptions                                                 |
| --------- | --------------- | --------------------- | -------------- | ------------------------------------------------------------ |
| capitale  | Ɣ̇               | Ɣ◌̇                    | U+0194 U+0307  | lettre majuscule latine gamma diacritique carpoint en chefon |
| minuscule | ɣ̇               | ɣ◌̇                    | U+0263 U+0307  | lettre minuscule latine gamma diacritique point en chef      |